# Meriç Yavuz
Meriç Yavuz (* 2. August 1965 in Ankara) ist ein deutsch-türkischer Fußballspieler.

## Werdegang
Yavuz wurde in der türkischen Hauptstadt Ankara geboren und zog als Kind mit seinen Eltern ins Ruhrgebiet. Als Jugendlicher spielte er für die SG Wattenscheid 09 und wurde 1982 mit der B-Jugend deutscher Meister. Im Endspiel setzten sich die Wattenscheider mit 3:1 durch. Im Jahre 1985 rückte Yavuz in den Kader der ersten Mannschaft auf und feierte am 11. März 1986 sein Debüt in der 2. Bundesliga beim 3:1-Sieg gegen den MSV Duisburg. Insgesamt spielte Yavuz 13 Mal für Wattenscheid in der 2. Bundesliga, bevor er 1988 zum Oberligisten Arminia Bielefeld wechselte. Für die Arminia erzielte er in 27 Spielen zwei Tore und wurde 1989 Vizemeister. Anschließend spielte er noch ein Jahr für den Wuppertaler SV.
Yavuz spielt heute für die Traditionsmannschaft des FC Schalke 04. Darüber hinaus war er als Trainer für die Sportfreunde Gelsenkirchen aktiv.